# Amira Badr Mahmoud
Amira Badr Mahmoud –  es una deportista egipcia que compite en lucha libre. Ganó una medalla de bronce en el Campeonato Africano de Lucha de 2015.

## Palmarés internacional
| Campeonato Africano | Campeonato Africano | Campeonato Africano | Campeonato Africano |
| Año                 | Lugar               | Medalla             | Categoría           |
| ------------------- | ------------------- | ------------------- | ------------------- |
| 2015                | Alejandría (Egipto) | Medalla de bronce   | 48 kg               |